# リュウグウヒメエビ
リュウグウヒメエビ（Caridina laoagensis sensu lato または C. tupaia）は、ヌマエビ科に分類される淡水性のエビの一種。日本では神奈川県から南西諸島にかけて記録がある。近年の研究により琉球列島などには本種に類似した種が存在し混同されていたことが指摘されており、その説に従うと南西諸島から本州で見つかる既知種はウンモンヒメエビ（C. laoagensis）となり、南西諸島で発見された種が狭義のリュウグウヒメエビ（C. tupaia）となる。

## 分布
日本国内では、神奈川県、静岡県、徳之島、久米島、与那国島、沖縄島、渡嘉敷島、石垣島、西表島に分布する。このうち本州でみられる個体群は、琉球列島のC. laoagensisが黒潮によって無効分散したものと考えられている。2024年時点でC. tupaiaの本州からの記録はない。
日本国外では、C. laoagensisがスラウェシ島、フィリピンなどで見つかっており、C. tupaiaはタヒチ島を模式産地とし、オセアニアのソロモン諸島、サモア諸島、クック諸島などに分布する。

## 形態
頭胸甲長10 mm、体長37 mm程度。額角の長さは第1触角柄部第1節を超え第2節の中間に達し、側面からみると先端に向けてわずかに下方を向く。その上縁に9～22本の歯があるが頭胸甲上には歯がない。下縁には1～6本の歯がある。頭胸甲は眼上棘（複眼の上の棘）がなく、前側角（眼と触角の下、口の横に突き出た部分）も棘にならず丸みを帯びる。尾節先端には、内側に4本の羽状剛毛と外側に2本の棘をもち、外側から2つ目の棘は明らかに短い。第1胸脚腕節の長さは、ハサミより短く、その長さは前縁幅の約1.3倍で、前縁は凹む。胸脚腕節はハサミや長節よりわずかに長い。第5胸脚指節は長く、前節は指節の約4倍。頭胸甲や腹節下部に黒色の斑点が並び、体色は透明。

## 分類
「リュウグウヒメエビ」とされる種は1979年に諸喜田茂充によってCaridina weberiとして報告されたが、のちに琉球列島から報告されたC. laoagensisとみられる種が本種と考えられ、近縁種のC. weberiは日本には分布しないものとされた。
2019年にポリネシアの島嶼で発見されたC. weberiに近縁な隠蔽種がC. tupaiaとして記載され、2022年にC. tupaiaが石垣島で発見されたことから種和名として「タヒチヌマエビ」が提唱された。一方でそれまで日本においてC. laoagensisと考えられていた個体群はC. laoagensisとC. tupaiaの両種が混在したものであることが判明し、2024年にC. laoagensisには「ウンモンヒメエビ」という和名が改めて提唱され、「リュウグウヒメエビ」はC. tupaiaを指すものとされた。C. laoagensisとC. tupaiaの2種はどちらも南西諸島で見られるが、尾節末端中央の剛毛が長い羽状か短い棘状かで区別できるほか、頭胸甲と腹部の斑紋の有無や生息環境の差異があることが知られている。

## 生態
C. tupaiaは河川の上流、C. laoagensisは河川の下流から中流に、植物の下などに生息する。抱卵期は5～11月で、直径0.4～0.5㎜の卵を、500～4500個産む。両側回遊型。